# Asociación Española Mutual, Cultural y Deportiva de Charata
La Asociación Española Mutual, Cultural y Deportiva de Charata es una asociación deportiva de la ciudad de Charata.Fue fundada el 17 de julio de 1929, que desarrolla diversas actividades, entre ellas baloncesto, gimnasias artísticas, danzas árabes, danzas españolas, patinaje artístico, pádel, taekwondo, entre otras.

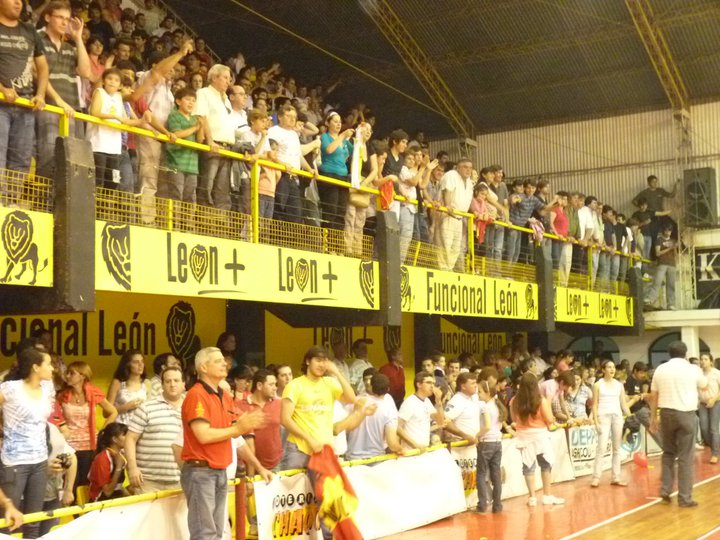

Actualmente participa en el Torneo Nacional de Ascenso, que es el torneo de segunda mayor importancia dentro del baloncesto de Argentina. Ascendió en la Temporada 2005/2006 siendo campeón de la Liga Nacional “B”, mientras que en la siguiente temporada, con la base del ascenso, cerró una gran temporada en el TNA llegando a los cuartos de final (por aquel entonces llegar a esa instancia implicaba estar en semifinales, debido a que los dos finales directamente ascendían y solo disputaban la final para ver quién era el campeón de la competición) y cayendo derrotado en un quinto partido frente a El Nacional Monte Hermoso, que ese año posteriormente ascendería a la Liga Nacional de Básquetbol de Argentina, que es la máxima categoría de ese país.
Sus instalaciones se encuentran en la intersección de la calle 25 de Mayo y Laprida de la ciudad de Charata, donde posee un estadio cubierto con capacidad para aproximadamente 2.000 espectadores el cual lleva el nombre de Jorge "Coco" Arrudi, y también denominado "El Coloso de Cemento". Además posee un amplio salón de usos múltiples y un gimnasio sobre la calle 25 de Mayo, entre Chacabuco y Laprida.
Lleva los colores de la bandera de España, y es conocido por sus fanáticos como "Prado" y "El Tractor Amarillo".

## Historia
Lo que testimonia la historia escrita de esta institución es que le 17 de julio de 1927, se reúne un grupo de españoles con el objetivo de formar una comisión organizadora de lo que luego sería la Sociedad Española de Socorros Mutuos.
Comenzaron sus actividades en un predio de dos hectáreas y media que denominaron el «Prado Español», ubicado en inmediaciones del B° Libertad, frente a las vías del Ferrocarril. Fue el lugar de reunión de los españoles y descendientes de españoles que realizaban las clásicas «Romerías Españolas» además de obras de teatro y bailes populares. En cuanto al deporte se puede mencionar las bochas, pelota a paleta o frontón, básquetbol, había un velódromo y una cancha de fútbol.
Recién en 1960 se compra el predio donde hoy se encuentra la institución, entre calles 25 de mayo y Laprida, la intención era trasladar la sede social y deportiva a una zona más céntrica. Allí se construyó un moderno y amplio SUM, un comedor, sala de juegos, secretaría y otras dependencias que actualmente cumplen varias funciones.
En 1985 empieza a materializarse el estadio cubierto para la práctica de diferentes disciplinas deportivas de la mano de Jorge «Coco» Arrudi. En 1989 la dirigencia se llena de caras jóvenes que transformaron el rumbo tradicional de la conducción de las instituciones civiles, en un afán de renovación, modernizaron la institución para darle más eficacia para cumplir de mejor manera el rol social para la cual estaba destinada.
En 1992 se concreta la creación de la mutual de ayuda económica y servicios, se recupera el predio del viejo Prado Español. En 1995-96 se concluye la construcción del estadio inaugurándose así el estadio cubierto más grande de la provincia con una capacidad para 2.500 personas, contaba con piso deportivo y se le sumaron los adelantos tecnológicos  más avanzados en toda su estructura, el estadio lleva el nombre de quien estuvo al frente gestionando la obra Jorge «Coco» Arrudi.
De los logros más importantes se puede mencionar cómo Asociación Española puso especial énfasis en la proyección de su equipo de básquetbol para ganar terreno nacional. Jugaron tres finales consecutivas en la Liga Nacional B, consiguieron el Título Argentino siendo este un hecho histórico único e irrepetible para el básquetbol chaqueño.
A raíz de este logro «El Glorioso Prado» inició su participación en el TNA de la Liga Nacional de Básquetbol, jugando dos temporadas en las cuales se logró transmitir desde el propio estadio partidos de la televisión nacional con la imagen de TyC Sports, señal que se replicaba para Sudamérica, América Central y parte de Norteamérica.